# توري سفينبرج
توري سفينبرج (بالسويدية: Tore Svennberg)‏ هو مدير مسرح ‏ وممثل سويدي، ولد في 28 فبراير 1858 بستوكهولم في السويد، وتوفي في 8 مايو 1941 في السويد.

## وصلات خارجية
- توري سفينبرج على موقع IMDb (الإنجليزية)
- توري سفينبرج على موقع قاعدة بيانات الأفلام السويدية (السويدية)
- توري سفينبرج على موقع قاعدة بيانات الفيلم (الإنجليزية)